# Ganciclovir
El ganciclovir (9-(1,3-dihidroxi-2-propoximetil)guanina) és un medicament antivíric utilitzat per al tractament d'infeccions per citomegalovirus (CMV). El ganciclovir sòdic es distribueix sota les marques Cytovene i Cymevene (Roche). El ganciclovir per ús ocular es distribueix sota la marca Vitrasert (Bausch & Lomb). També se n'ha desenvolupat un profàrmac amb una biodisponibilitat oral millorada (valganciclovir).

## Mecanisme d'acció
El ganciclovir és un anàleg sintètic de la 2'-desoxi-guanosina. Aquesta molècula és fosforilada a ganciclovir monofosfat per un enzim amb activitat cinasa codificat pel gen UL97 del citomegalovirus (CMV), per tant només present en cèl·lules infectades. Posteriorment, les cinases cel·lulars catalitzen la formació de ganciclovir difosfat i ganciclovir trifosfat. La forma trifosfat es troba en concentracions fins a 10 cops més alta en cèl·lules infectades amb CMV o amb virus herpes simplex que en cèl·lules sanes.
El ganciclovir trifosfat és un inhibidor competitiu de la incorporació de desoxiguanosina trifosfat (dGTP) a l'ADN, i inhibeix preferentment les ADN polimerases víriques abans que les cel·lulars. A més, el ganciclovir trifosfat també pot ser usat com a substrat pobre per les polimerases en l'elongació de la cadena, fet que constitueix una segona via d'interrupció de la síntesi d'ADN.

## Ús clínic

### Indicacions
El ganciclovir està indicat per:
- Retinitis per CMV amb amenaça per la vista en pacients severament immunocompromesos.
- Pneumonitis per CMV en receptors de trasplantament de medul·la òssia.
- Prevenció de la infecció per CMV en receptors de trasplantaments de medul·la òssia i d'òrgans sòlids.
- En pacients amb retinitis per CMV confirmada i amb SIDA (implant intravitreal).

També s'utilitza en colitis aguda per CMV en VIH/SIDA i en pneumonitis per CMV en pacients immunosuprimits.
El ganciclovir també s'ha utilitzat amb un cert èxit en el tractament d'infeccions per herpesvirus humà 6.
També s'ha trobat que el ganciclovir és un tractament efectiu en queratitis epitelial per herpes simplex.

### Efectes adversos
El ganciclovir s'associa comunament amb una sèrie d'efectes adversos hematològics greus. Reaccions adverses comunes (≥1% dels pacients) inclouen: granulocitopènia, neutropènia, anèmia, trombocitopènia, febre, nàusees, vòmits, dispèpsia, diarrea, dolor abdominal, flatulències, anorèxia, nivells augmentats d'enzims hepàtics, mal de cap, confusió, al·lucinacions, convulsions, dolor i flebitis al lloc d'injecció (a causa de l'alt pH), sudoració, erupció, picor, increment dels nivells de creatinina en sèrum i increment de la urea en sang.

## Ús en enginyeria genètica
El ganciclovir també s'utilitza com a marcador de selecció negativa en experiments de substitució dirigida de gens, amb la finalitat d'obtenir cèl·lules que hagin incorporat ADN per recombinació homòloga dirigida però no per integració a l'atzar. Per fer-ho, s'inclou en la construcció genètica un gen timidina-cinasa (TK) fora dels braços d'homologia. Les cèl·lules que introdueixin la construcció en el seu genoma per recombinació homòloga no tindran el gen TK, pel que sobreviuran. Per contra, aquelles que l'introdueixin per integració a l'atzar incorporaran també el gen TK, metabolitzaran el ganciclovir a la seva forma monofosfat i s'acabarà inhibint la síntesi d'ADN a la cèl·lula i desencadenant la seva mort.